# Blennius normani
Blennius normani és una espècie de peix de la família dels blènnids i de l'ordre dels perciformes.

## Morfologia
- Els mascles poden assolir 11 cm de longitud total.[1][2]

## Reproducció
És ovípar.

## Hàbitat
És un peix marí de clima tropical que viu entre 20-200 m de fondària.

## Distribució geogràfica
Es troba des del nord de Mauritània fins a Angola.